# Milneviken

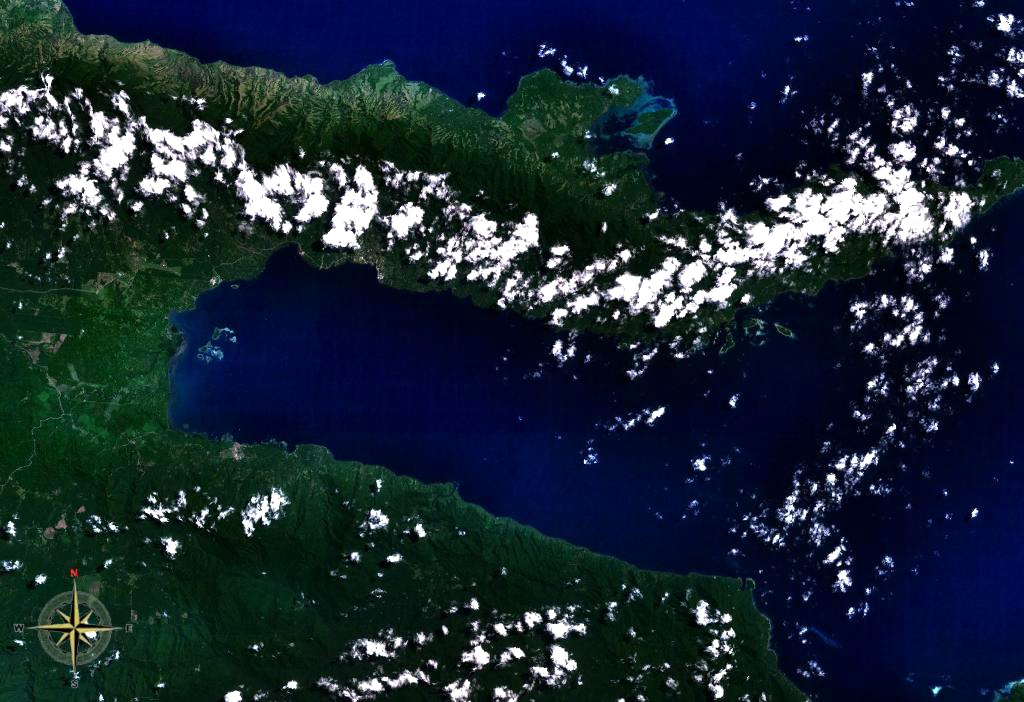
Milneviken sett från rymden

Milneviken är en stor havsvik i provinsen Milne Bay i sydöstra Papua Nya Guinea. Bukten har fått sitt namn efter Alexander Milne.
I området stod Slaget vid Milneviken 1942.
I bukten ligger flera atoller och flera öar som är omgivna av korallrev. Grön havssköldpadda, karettsköldpadda och oäkta karettsköldpadda använder flera av öarna för att bygga bon, för fortplantningen och för att söka föda. I havet lever dessutom stora fiskar som napoleonfisk (Cheilinus undulatus) och valhaj (Rhincodon typus).

## Världsarvsstatus
Den 6 juni 2006 sattes Milnebukten upp på Papua Nya Guineas tentativa världsarvslista.